# أوليفييه شوفالييه (دراج)
أوليفييه شوفالييه هو دراج بلجيكي، ولد في 27 فبراير 1990 في مونس في بلجيكا.

## وصلات خارجية
- الموقع الرسمي
- أوليفييه شوفالييه على موقع الاتحاد الدولي للدراجات (الإنجليزية)
- أوليفييه شوفالييه على موقع أرشيف الدراجات (الإنجليزية)
- أوليفييه شوفالييه على موقع إحصائيات الدراجات الإحترافية (الإنجليزية)
- أوليفييه شوفالييه على موقع نسبة الدراجات (الإنجليزية)